# Estádio Atatürk de Denizli
O Estádio Atatürk de Denizli (em turco, Denizli Atatürk Stadyumu) é um estádio multiuso localizado na cidade de Denizli, na Turquia. Construído em 1950, sua inauguração para competições oficiais de futebol do país ocorreu somente em 1982. Desde então, é o local onde o Denizlispor, tradicional clube da cidade, manda seus jogos oficiais por competições nacionais.

## Capacidade do estádio
Originalmente, o estádio tinha capacidade máxima de 14 479 espectadores. Com o passar dos anos, sucessivas reformas promoveram um aumento da sua capacidade. A reforma promovida em 1996 aumentou a capacidade do estádio para 15 427 espectadores. 
Uma nova ampliação da capacidade do estádio viria a ocorrer em 2019, quando o Denizlispor sagrou-se campeão da TFF 1. Lig na temporada 2018–19 e foi promovido à Süper Lig. Com a promoção do clube à divisão máxima do futebol turco, o estádio necessitava de uma nova reforma que atendesse aos critérios da Federação Turca de Futebol aplicados aos clubes que disputavam a divisão máxima de futebol do país. Tal reforma ampliou sua capacidade máxima para 18 745 espectadores.

## Galeria de fotos

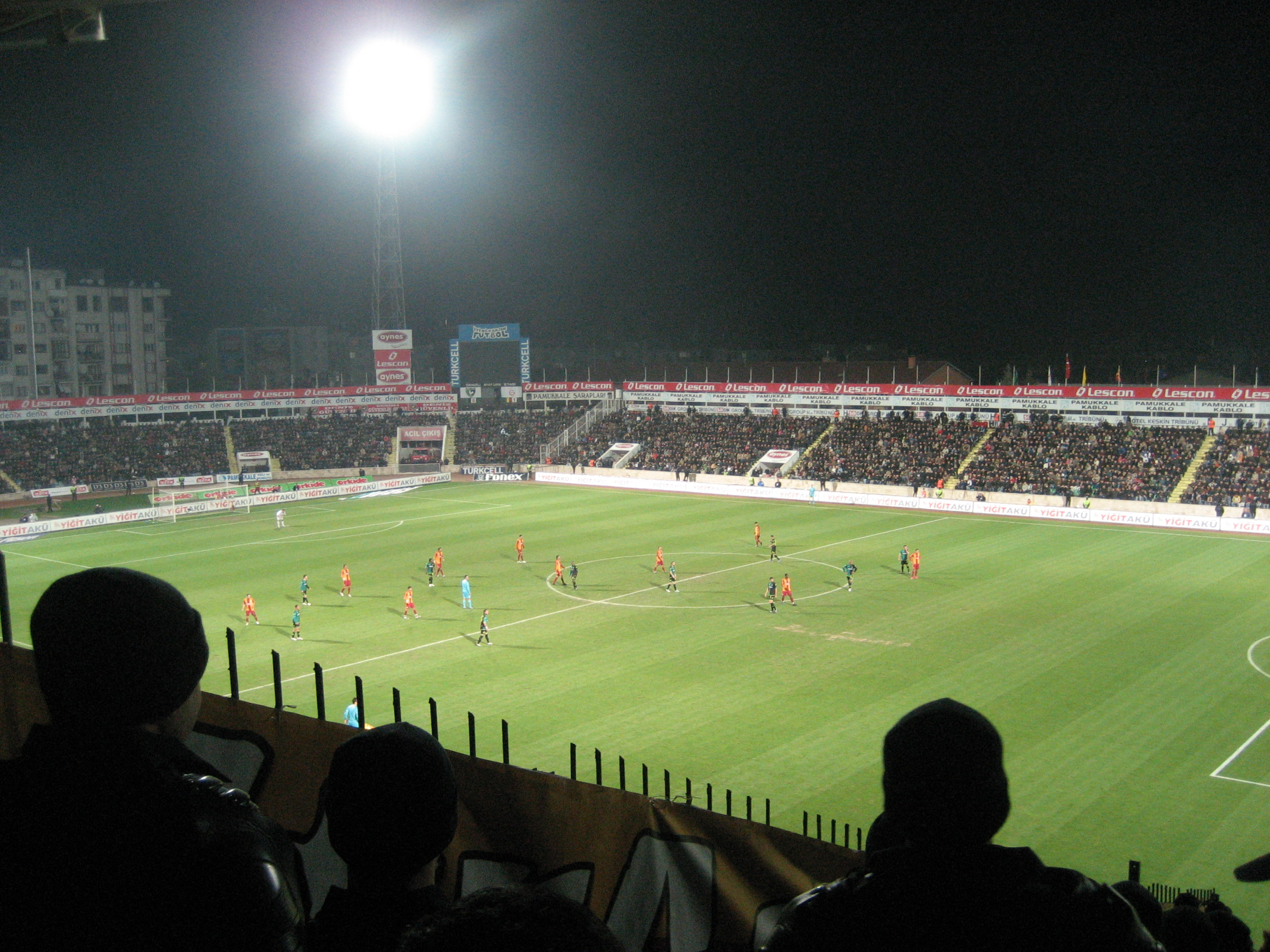
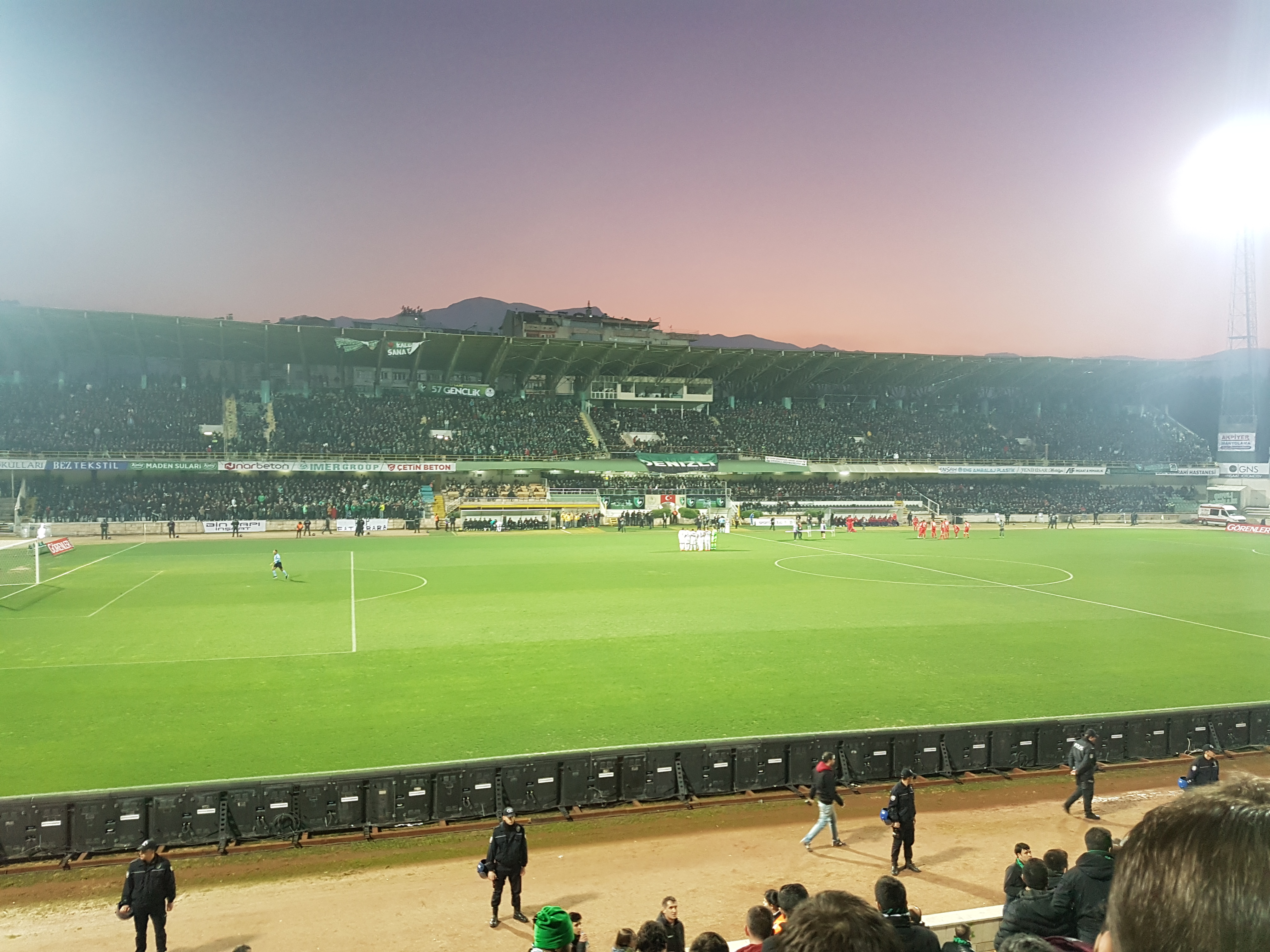
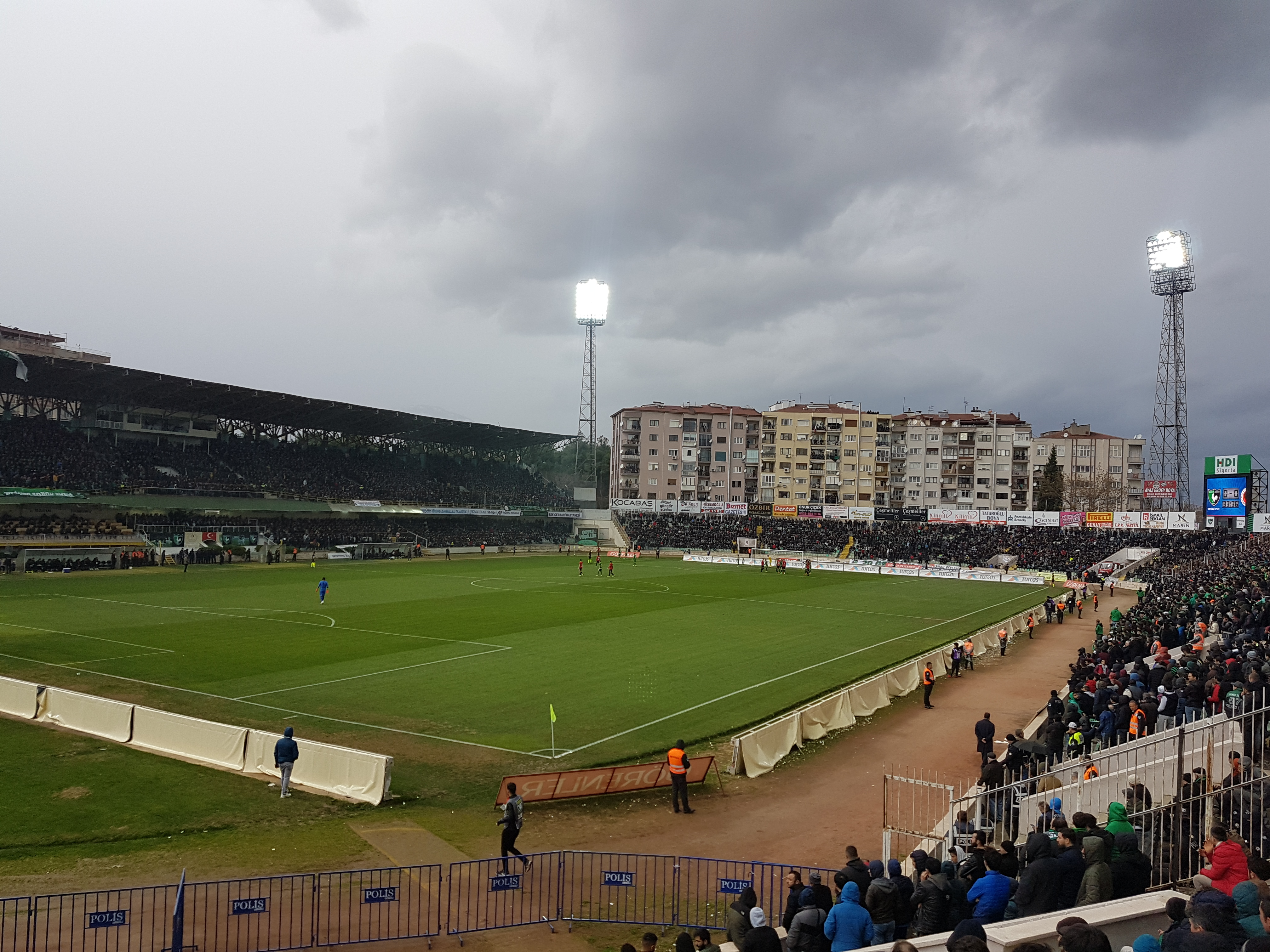
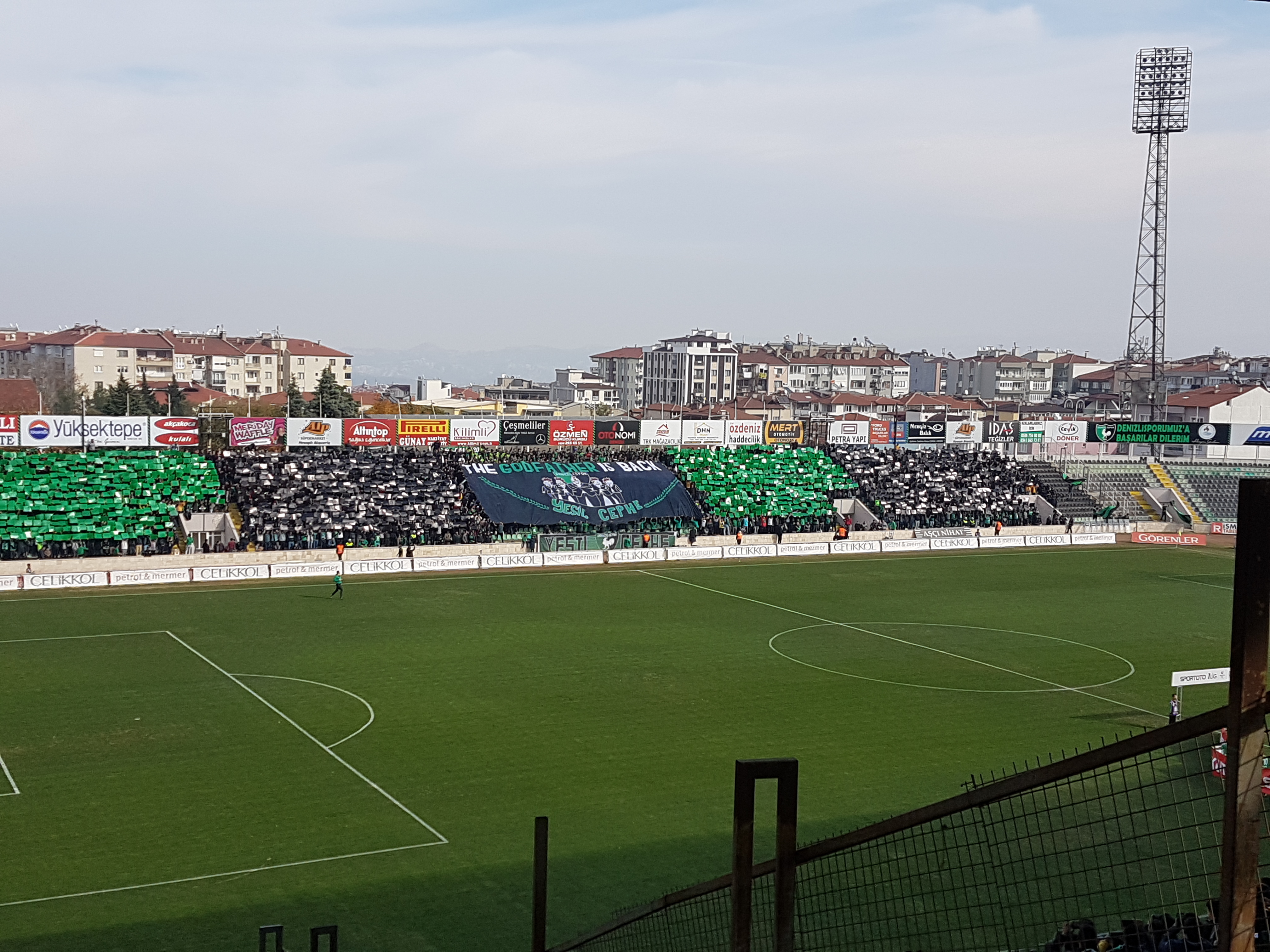